# Unțești, Ungheni
Unțești este un sat din raionul Ungheni, Republica Moldova.

## Istorie
Satul Mănoilești a fost atestat documentar pentru prima dată în anul 1644, într-un uric în care apare un locuitor al satului în calitate de martor la hotărnicia unor sate:
„Io Vasilie voievod, din mila lui Dumnezeu, domn al Țării Moldovei. Iată a venit înaintea noastră și înaintea tuturor boierilor noștri moldoveni, mari și mici, credinciosul și cinstitul nostru boier, Iorga mare postelnic, și a cerut de la noi hotarnici, ca să-i hotărască și să-i aleagă hotarul satelor sale, ce le-a avut dreapta cumpărătura, anume Ciureștii și Unghenii, ce sunt pe ..., în ținutul Iașilor.

...

Și boierii noștri mai sus scriși, mergând ei acolo, la acele sate de mai susscrise, și cu mulți oameni buni, megieși de prin prejur, anume: Toader Mironcea din Onțăști și Danail de acolo, și Vasilie de acolo, și Toma din Cetereni, și Leoa deacolo, și Drăgan Pelin de acolo, și Simion din Mănăilești, și Stratilă de acolo, ...

...

Și nimeni să nu se amestece înaintea acestei adevărate cărți a noastre.

Scris la lași, în anul 7152 <1644> luna mai 3.”

## Administrație și politică
Componența Consiliului local Unțești (9 consilieri), ales la 5 noiembrie 2023, este următoarea:
|  | Partid                                       | Consilieri | Componență | Componență | Componență | Componență | Componență | Componență | Componență |
|  | -------------------------------------------- | ---------- | ---------- | ---------- | ---------- | ---------- | ---------- | ---------- | ---------- |
|  | Partidul Socialiștilor din Republica Moldova | 7          |            |            |            |            |            |            |            |
|  | Partidul Acțiune și Solidaritate             | 2          |            |            |            |            |            |            |            |